# Bateaux d'Abydos
Découvert en 1991, l'excavation des bateaux d'Abydos a commencé en 2000 ; quatorze bateaux ont été identifiés. Ils sont situés à côté de la structure massive en briques de boue connue sous le nom de « Shunet ez-Zebib » attribuée au pharaon Khâsekhemoui de la IIe dynastie. Shunet ez-Zebib est l'une de ces constructions de mur d'enceinte sur ce site datant de la Ire dynastie, et est située à près d'un kilomètre du premier cimetière royal dynastique d'Oumm el-Qa'ab. 

## Découverte
Le 31 octobre 2000, le musée de l'université de Pennsylvanie et l'expédition de l'université de Yale à Abydos, ont publié un communiqué de presse dans lequel ils décrivaient la découverte des bateaux solaires royaux à Abydos. Sur un site situé à un mètre cinquante environ de distance des tombes royales, des lignes de briques crues découvertes par le soufflage du sable ont été remarquées pour la première fois en 1988. Naturellement, ces restes de briques à Abydos ont d'abord été considérés comme des murs. En 1991, une clarification importante a été apportée. Un consensus de recherche a décidé que ces briques étaient bien des vestiges d'anciens murs, mais pas au sens habituel. Ils étaient en fait les frontières de plus d'une douzaine de sépultures de navires datant de la Ire dynastie. Chaque tombe de navire avait ses propres murs d'enceinte en brique. Le contour de chaque tombe avait la forme d'un bateau, et la surface de chacune était recouverte de plâtre de boue et de lavis blanc. De petits rochers à la proue ou à la poupe de chaque tombe représentaient des ancres. En raison de la fragilité des vestiges du bateau, presque aucune fouille n'a été effectuée au départ car la situation devait être soigneusement étudiée pour une conservation future.

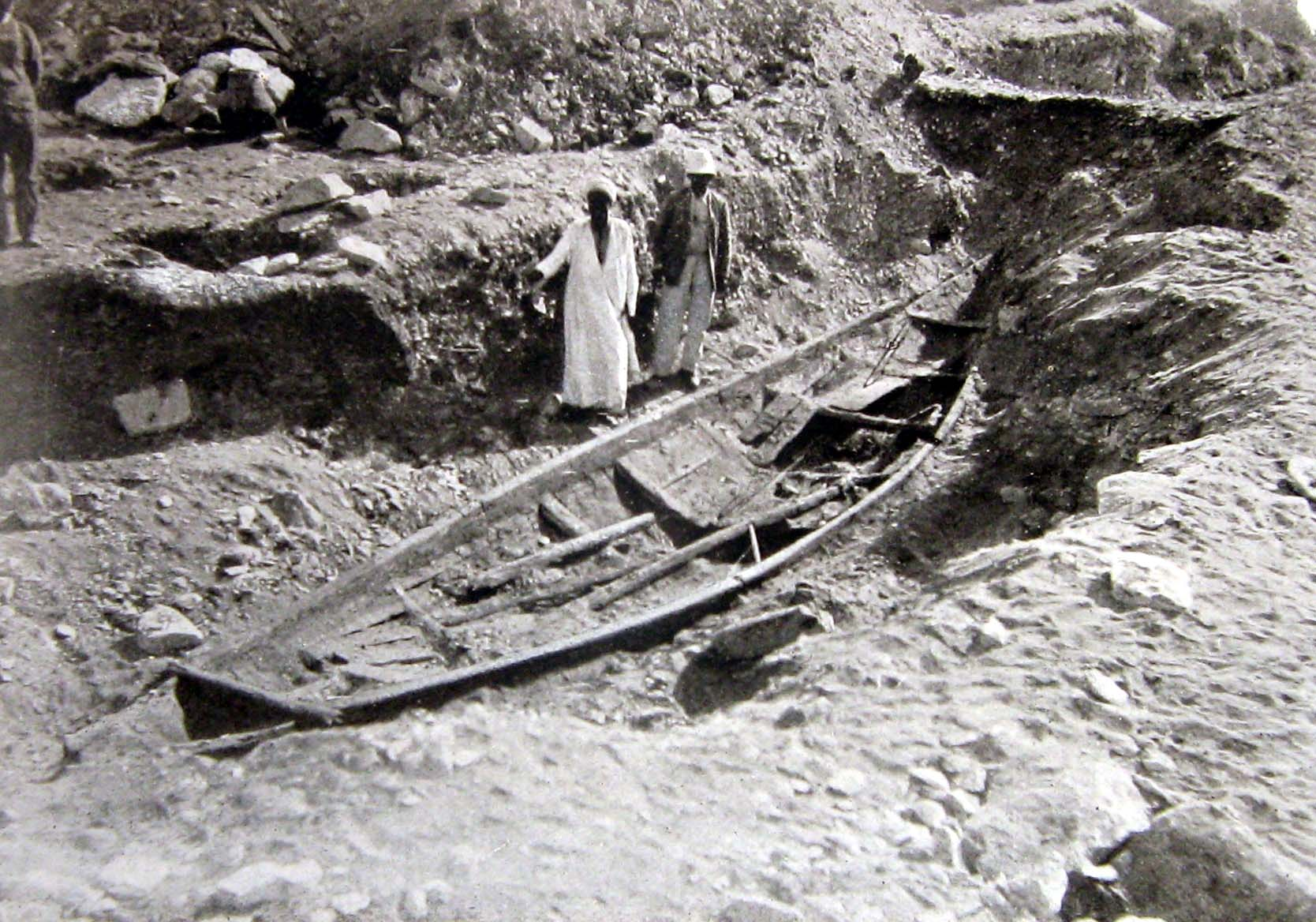
Barque solaire pour Sésostris III, 1878–1839 av. J.-C.

## Conception et construction
La seule exception à la politique de conservation totale se fait sur le bateau no 10, qui apparaissait lentement en raison de l'érosion apparente du sol. Pendant cinq jours, les archéologues ont soigneusement examiné la partie médiane du navire. Ils ont découvert des planches de bois, des cordes désintégrées et des faisceaux de roseaux. Les fourmis xylophages avaient réduit une grande partie de la coque du navire à un tas d'excréments de fourmis, mais celles-ci avaient conservé la forme de la coque d'origine. La partie médiane de ce bateau a révélé les méthodes de construction utilisées et a confirmé qu'il était le plus vieux bateau construit en planches découvert. La construction du bateau a révélé qu'il avait été construit de l'extérieur, car il n'y avait pas de cadre interne. Avoisinant les 75 pieds de long et 7–10 pieds de large à leur plus grande largeur, ces bateaux avaient seulement environ deux pieds de profondeur, avec des proues et des poupe étroites. Plusieurs bateaux étaient enduits de blanc, tout comme les tombes d'Abydos, et le no 10 a été peint en jaune. 

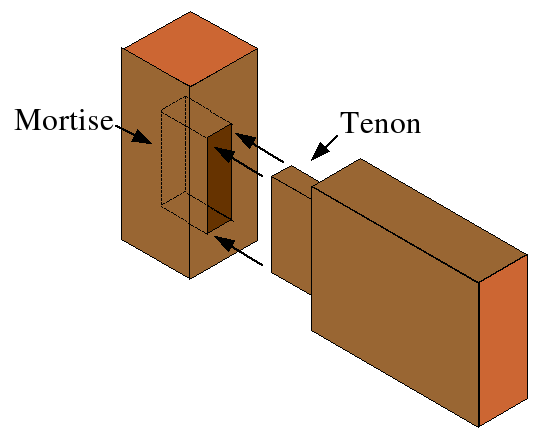
Joint de mortaise et tenon

L'une des techniques de travail du bois locale les plus importantes était le joint fixe à mortaise et tenon. Un tenon fixe est fabriqué en façonnant l'extrémité d'un bois pour s'adapter à une mortaise (trou) qui est coupée en un deuxième bois. Une variante de ce joint utilisant un tenon libre est finalement devenue l'une des caractéristiques les plus importantes de la construction navale méditerranéenne et égyptienne. Il crée une union entre deux planches ou d'autres composants en insérant un tenon séparé dans une cavité (mortaise) de la taille correspondante découpée dans chaque composant. 
Les joints entre les planches étaient remplis de faisceaux de roseaux, des roseaux recouvraient également le plancher de chaque bateau d'Abydos. Sans encadrement interne, certains de ces bateaux sont devenus tordus. Cela était inévitable sans squelette interne pour le soutien lorsqu'ils sont hors de l'eau. Le bois des bateaux d'Abydos était du tamarix local - tamaris, cèdre de sel - pas du cèdre du Liban qui était utilisé pour la barque solaire de Khéops et favorisé pour la construction navale en Égypte dans les dernières dynasties.  
Le cèdre du Liban était utilisé pour les poteaux et les poutres des tombes d'Oumm el-Qa'ab et avait déjà été importé plus tôt ; des résidus de pigments évoquent des couleurs vives. Les planches de bois ont été peintes en jaune à l'extérieur et des traces de pigment blanc ont également été trouvées. Une partie du boîtier en briques crues suggère qu'il aurait pu y avoir un support pour les poteaux / fanions au-dessus des bateaux, comme dans les bateaux représentés sur la poterie ou au sommet des sanctuaires archaïques sur certaines têtes / palettes de macis et dans le HK loc. 29 Un centre culturel. Cette technologie pour la construction navale a persisté en Égypte pendant plus de mille ans et la standardisation de cette première phase de construction de bateaux à planches en Égypte est frappante.  
Pour les chercheurs, l'utilisation de joints non chevillés semble étrange, sinon excentrique, et ne se trouve pas dans les anciennes traditions de construction navale méditerranéennes bien établies. Cette approche a permis de démonter facilement les bateaux égyptiens utilisés dans le commerce, les planches ont transporté de longues distances à travers le désert puis ont été remontées pour être utilisées sur des routes commerciales importantes telles que celles de la mer Rouge. Il y a des pictogrammes de bateaux datant de l'Égypte prédynastique et de la première dynastie le long de la première moitié du parcours dans le désert connu pour être utilisé pour atteindre la mer Rouge depuis la Haute-Égypte. Un croquis sur un ostracon représente des prêtres transportant l'écorce solaire d'Amon à travers le désert. Cet art rupestre est non seulement une preuve de démontage de bateaux portables, mais il a également une signification magique. 

## Signification rituelle
Les bateaux d'Abydos ont été trouvés dans des tombes de bateaux avec leurs proues pointées vers le Nil. Les experts les considèrent comme les bateaux royaux destinés au pharaon dans l'au-delà. Oumm el-Qa'ab est une nécropole royale située à environ 1,6 km des tombes à bateaux d'Abydos où les premiers pharaons ont été enterrés. 

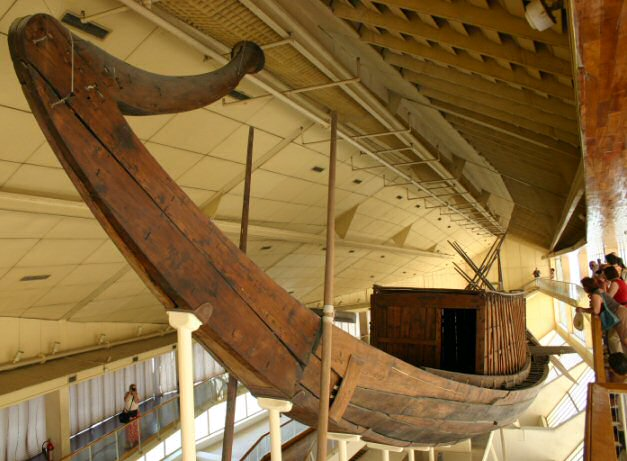
Barque solaire, Khéops, environ. 2500 av. J.-C.

Les bateaux d'Abydos sont les prédécesseurs des grands bateaux solaires des dynasties ultérieures sur lesquelles le pharaon rejoint le dieu solaire Rê et parcourt avec lui le Nil sacré pendant la journée. Ils auraient eu bon nombre des attributs et métaphores importants qui étaient attachés aux écorces solaires des dynasties ultérieures, et devraient peut-être en fait être appelés bateaux solaires d'une conception antérieure. Le navire de Khéops, construit pour le pharaon Khéops est généralement identifié comme le premier navire solaire. Il a été enterré dans une fosse au pied de la Grande Pyramide de Gizeh.

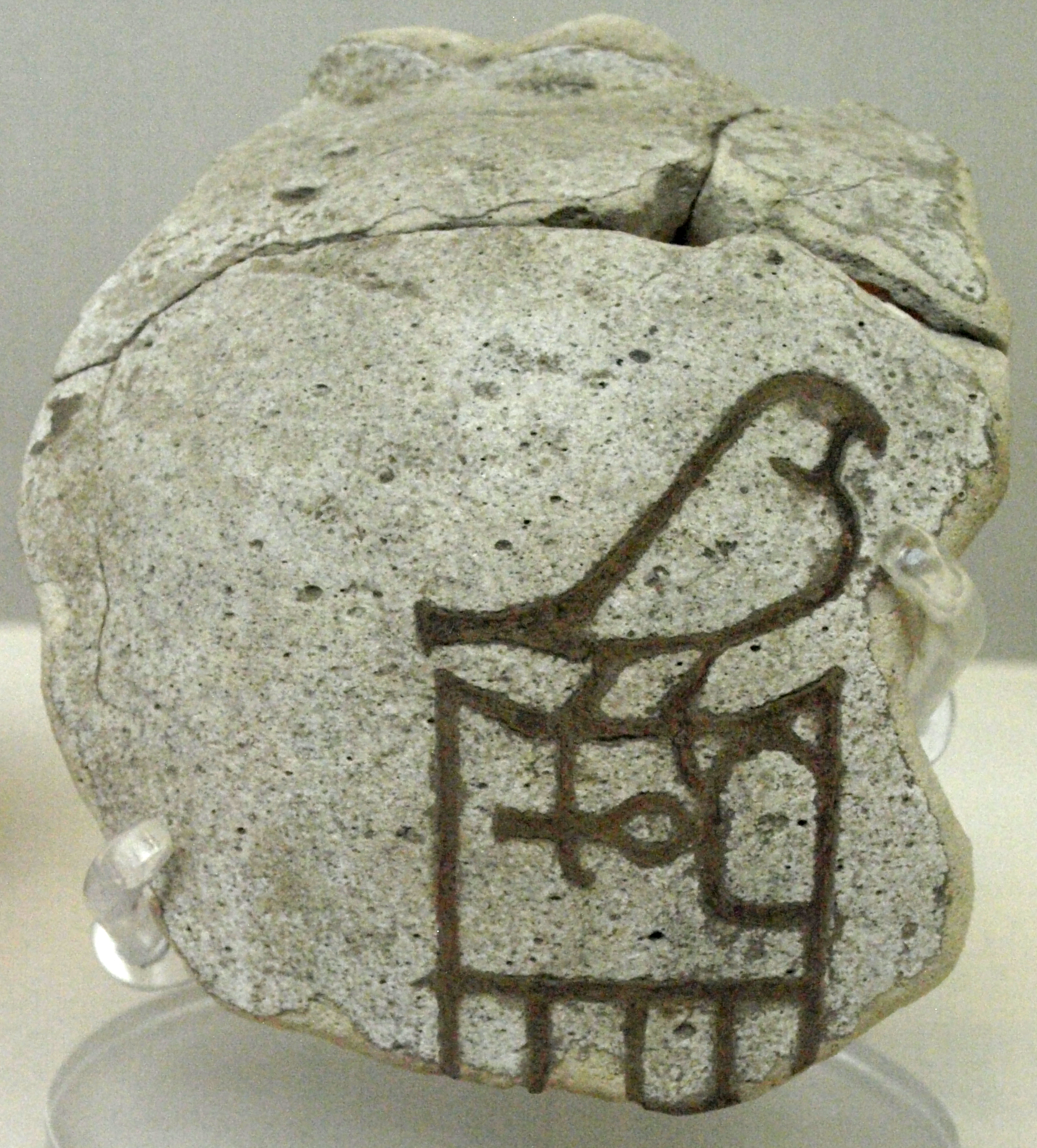
Fragment de vaisselle portant le nom du pharaon Hor-Aha, début de la, environ 3000 av. J.-C.

Les tombes des bateaux d'Abydos étaient adjacentes à une enceinte funéraire massive pour le pharaon Khâsekhemoui de la fin de la IIe dynastie (vers 2675 av. J.-C.) à Abydos, à quinze kilomètres du Nil. Oumm el-Qa'ab est une nécropole royale à Abydos, où les premiers pharaons ont été ensevelis. Cependant, ces tombes à bateaux ont été établies plus tôt que tard dans la deuxième dynastie, peut-être pour les voyages après la mort d'Hor-Aha, le premier roi (vers 2920-2770) de la Ire dynastie, ou le pharaon Djer, également de la première dynastie. Deux les découvertes mortuaires plus récemment localisées ont été identifiées comme étant celles du roi Aha, qui pourrait être le fils du célèbre roi Narmer, à qui la première unification de la Haute et de la Basse-Égypte est souvent attribuée. 

## Navires de la première dynastie
Les bateaux d'Abydos ne sont pas la seule trouvaille de navires de la première dynastie. Zaki Youssef Saad a découvert dix-neuf sépultures de bateaux à Helwan, mais seulement quatre d'entre elles ont été mal publiées. Walter Bryan Emery a trouvé six tombes à bateaux à Saqqarah, dont seulement quatre ont été publiées. Enfin, deux modèles réduits de bateaux en argile sont connus d'Abou Rawash. Helwan (une banlieue du Caire sur la côte est du Nil) contient un immense champ de cimetière vingt kilomètres au sud du Caire attenant à Saqqarah dans lequel au moins 10 000 tombes ont été répertoriées. La taille d'Helwan indique une très grande population pour la Memphis des premières dynasties. Presque toutes les tombes datent de la dynastie 0 à la IIIe dynastie. Il y a dix-neuf tombes de l'élite où des enterrements de bateaux funéraires de la Ire dynastie ont été découverts qui ressemblent à ceux d'Abydos, mais peu d'informations publiées sont disponibles. 